# Nicolas-Jean Lefroid de Méreaux
Pour les articles homonymes, voir Méreaux.
Nicolas-Jean Lefroid de Méreaux , né en 1745 à Paris et mort en 1797, est un compositeur français. 

## Biographie
Selon le critique musical François-Joseph Fétis, Méreaux a étudié la musique auprès de professeurs français et d'italien avant de devenir organiste de l'église Saint-Jacques-du-Haut-Pas. Il écrit plusieurs motets pour l'église et fait jouer son oratorio Esther au Concert Spirituel en 1775. Sa première œuvre publiée est la cantate Aline, reine de Golconde en 1767. Il compose ensuite plusieurs opéras. 
Son fils, Joseph-Nicolas Lefroid de Méreaux (en)  (1767-1838), est également un compositeur, principalement de musique pour piano. Son petit-fils est Amédée Méreaux.

## Opéras
| Titre                                            | Genre                    | Sous  divisions    | Livret                       | Date de première  | Théâtre              | Les références |
| ------------------------------------------------ | ------------------------ | ------------------ | ---------------------------- | ----------------- | -------------------- | -------------- |
| La Ressource comique, ou la Pièce à deux acteurs | comédie mêlée d'ariettes | prologue et 1 acte | Louis Anseaume               | 22 août 1772      | Théâtre des Italiens | [ 3 ]          |
| Le Retour de tendresse                           | comédie mêlée d'ariettes | 1 acte             | Louis Anseaume               | 1er octobre 1774  | Théâtre des Italiens |                |
| Le Duel comique (avec Paisiello)                 | opéra comique            | 2 actes            | Pierre-Louis Moline          | 16 septembre 1776 | Opéra-Comique        | [ 4 ]          |
| Laurette                                         | opéra                    | 1 acte             | Danzel de Malzeville         | 23 juillet 1777   | Comédie Italienne    | [ 5 ]          |
| Alexandre aux Indes                              | tragédie lyrique         | 3 actes            | Étienne Morel de Chédeville  | 26 août 1783      | Opéra de Paris       | [ 6 ]          |
| Œdipe à Thèbes                                   | tragédie lyrique         | 3 actes            | Comte Duprat de Lantouloubre | 30 décembre 1791  | Opéra de Paris       | [ 7 ]          |
| Fabius                                           | tragédie lyrique         | 3 actes            | J. Martin (dit Barouillet)   | 9 août 1793       | Opéra de Paris       | [ 8 ]          |